# Норден, Карл

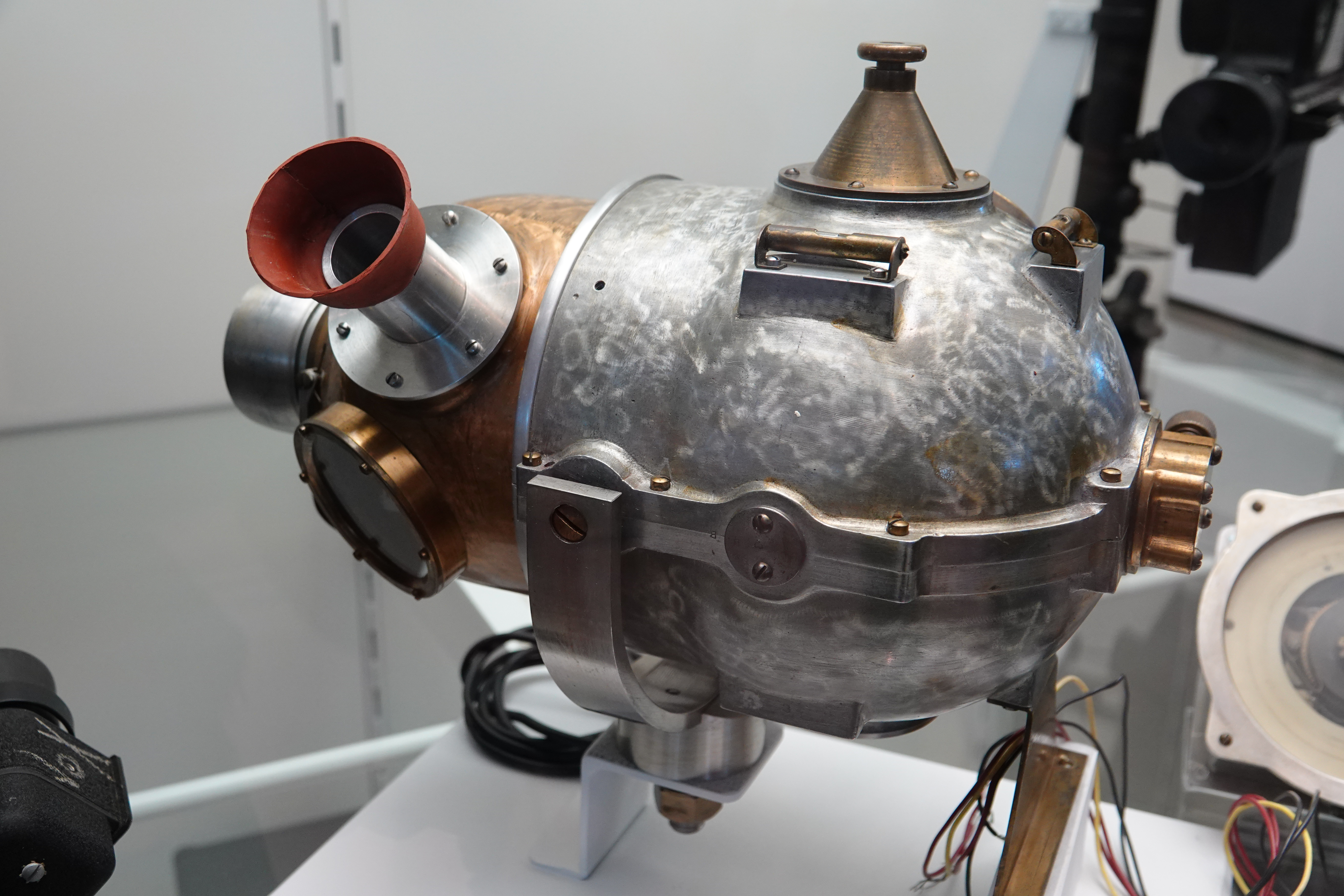
Прототип бомбового прицела Norden MK XI 1923 г.

Карл Лукас Норден (при рождении Карел Лукас ван Норден, 23 апреля 1880 — 14 июня 1965) — американский инженер голландского происхождения. Известен как изобретатель бомбового прицела.
Родился в Семаранге, Ява. После окончания школы-интерната в Барневельде, Нидерланды, получил образование в Высшей технической школе Цюриха в Швейцарии. В 1904 году эмигрировал в США .
Вместе с Элмером Сперри работал над первыми гиростабилизаторами для морских судов и получил признание за свой вклад в военную технику. В 1913 году покинул компанию Сперри и создал свою собственную. В 1920 году начал работу над бомбовым прицелом для ВМС США. Опытный образец был готов к 1923 году; первый прицел с аналоговым компьютером был изготовлен в 1927 году. Обучение бомбардиров проходило в строжайшей тайне. Теоретически прицел обеспечивал попадание бомбы в круг диаметром 30 м при сбросе высоты 6000 м но на практике такая точность не достигалась.
Норден умер в Цюрихе в 1965 году. В 1994 году был внесен в список
зала национальной авиационной славы США.